# Dasyhelea lignicola
Dasyhelea lignicola är en tvåvingeart som beskrevs av Jean-Jacques Kieffer 1919. Dasyhelea lignicola ingår i släktet Dasyhelea och familjen svidknott. Inga underarter finns listade i Catalogue of Life.